# Brownsweg
Brownsweg est un village et une station balnéaire du Suriname, dans le district de Brokopondo.
Le village tire son nom de la route qui mène au Brownsberg et au parc naturel du même nom qui se situe juste à côté du réservoir Brokopondo.
Brownsweg a été construit comme un village de transmigration pour les habitants de la région inondée par la construction du barrage d'Afobaka. La station compte environ 2 200 habitants.